# 古川久吉 (1870年生の実業家)
古川 久吉（ふるかわ きゅうきち、前名・芳蔵、1870年9月10日〈明治3年8月15日〉 - 没年不明）は、日本の醸造家、会社役員、広島県多額納税者。広島産業銀行、藝備銀行各取締役。藝備鉄道監査役。広島株式取引所理事。

## 人物
広島県広島市出身。古川久吉の長男。1925年、家督を相続し、前名芳蔵を改める。醤油醸造業を営む。銀行会社の重役である。貴族院多額納税者議員選挙の互選資格を有する。住所は広島市堺町四丁目（現・広島市中区堺町）。

## 家族・親族
古川家
- 父・久吉（1846年 - 1925年、米穀商、醸造家、資産家、大地主、藝備銀行取締役[6]）
- 妻・エイ（1874年 - ?、広島士族金口麻次郎[4]、あるいは金口麻太郎の長女[1][5]）
- 養子・正彦（1902年 - 1942年、長女花子の夫、男爵毛利祥久の五男）[1][7]
- 孫[1]